# NGC 61A
NGC 61A (другие обозначения — NGC 61-1, MCG −1-1-62, VV 742, PGC 1083) — линзообразная галактика (S0) в созвездии Кит.
Этот объект входит в число перечисленных в оригинальной редакции «Нового общего каталога».
Галактика была открыта английским астрономом Уильямом Гершелем 10 сентября 1785 года.